# Emarginula imaizumi
Emarginula imaizumi is een slakkensoort uit de familie van de Fissurellidae. De wetenschappelijke naam van de soort is voor het eerst geldig gepubliceerd in 1926 door Dall.